# 借帅（将）力
借帅（将）力或借帅（将）助攻是象棋的一种杀法。其他棋子以帅（将）为根进攻对方将（帅）。该杀法类似白脸将，但是帅（将）不直接占肋或中路，而是给其他棋子作掩护。

## 泰山压顶
泰山压顶是一种变样的借帅（将）助攻。具体见泰山压顶。

## 海底撈月
海底撈月／沉底月是一种变样的借帅（将）助攻，透過調運己方子力運至底線，在對方帥（將）的背後發起的攻擊，造成對面笑（白脸将杀）的殺著，這種殺法主要用於殘局階段。